# Ранкенверк
Ра́нкенверк (нем. Rankenwerk, от нем. Ranke — ветвь, побег и нем. Werk — произведение, работа) — разновидность орнамента, натуралистически трактованный мотив переплетения ветвей, листьев, сучьев, характерный для искусства западноевропейского средневековья. Относится к классу флорального (растительного) орнамента. Термин появился в Германии в конце XV века отчасти как синоним астверка, но, в отличие от последнего, ранкенверк не имеет сакрального символического значения. Тем не менее, «лиственный орнамент» также применяли в навершиях и пределлах деревянных резных алтарей.
Близкая разновидность флорального орнамента — блаттверк (нем. Blatt — лист). Ещё одно название: лаубверк (нем. Laub — листья, листва). Лиственным орнаментом и его элементами декорировали готические аркбутаны, архивольты и замковые камни арок. К такому типу орнамента иногда относят «лиственные капители» (Blattkapitell), крестоцветы, краббы и иные элементы, украшающие шпили, пинакли, вимперги готических построек.

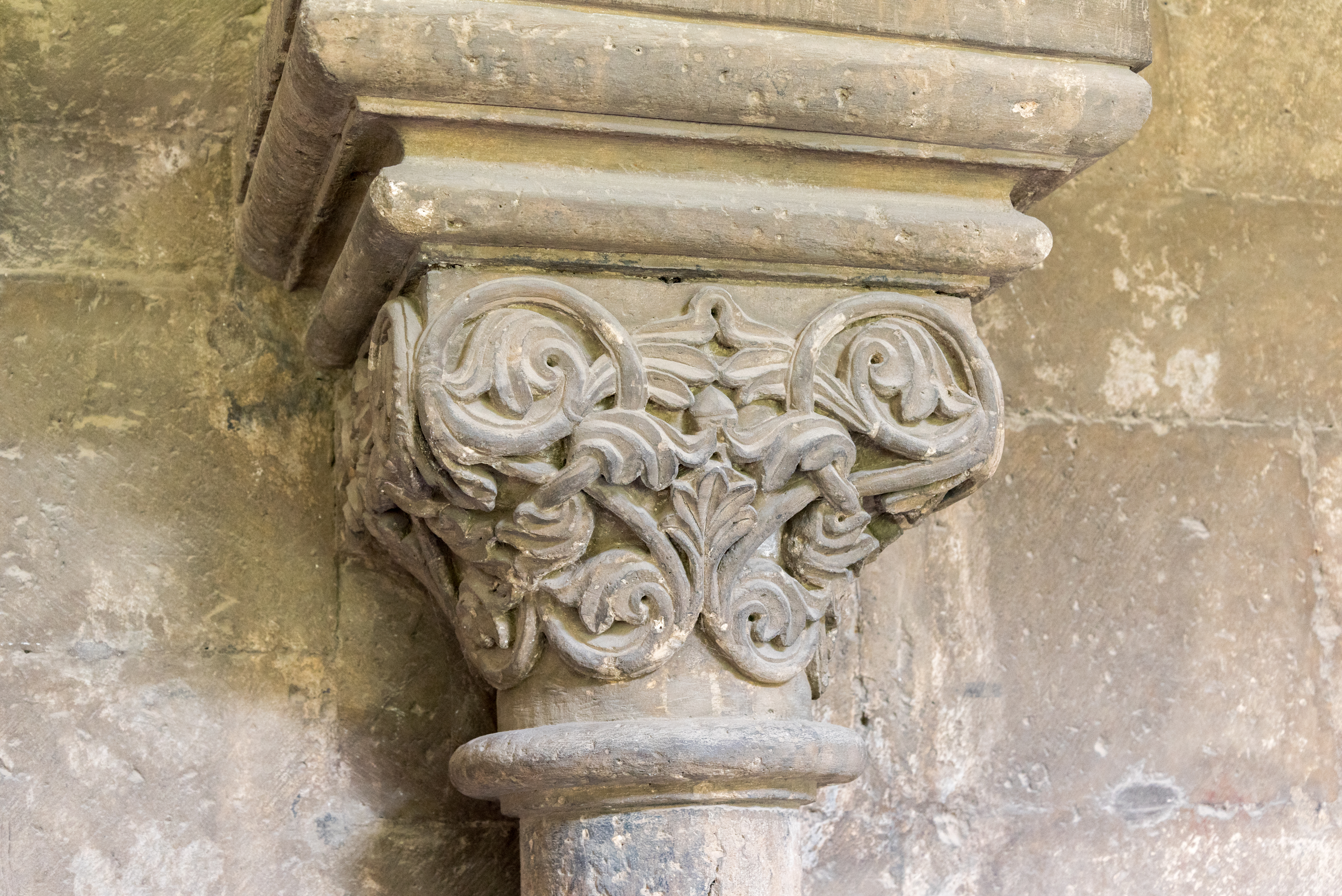
Лиственная капитель собора в  Наумбурге. Начало XIII века
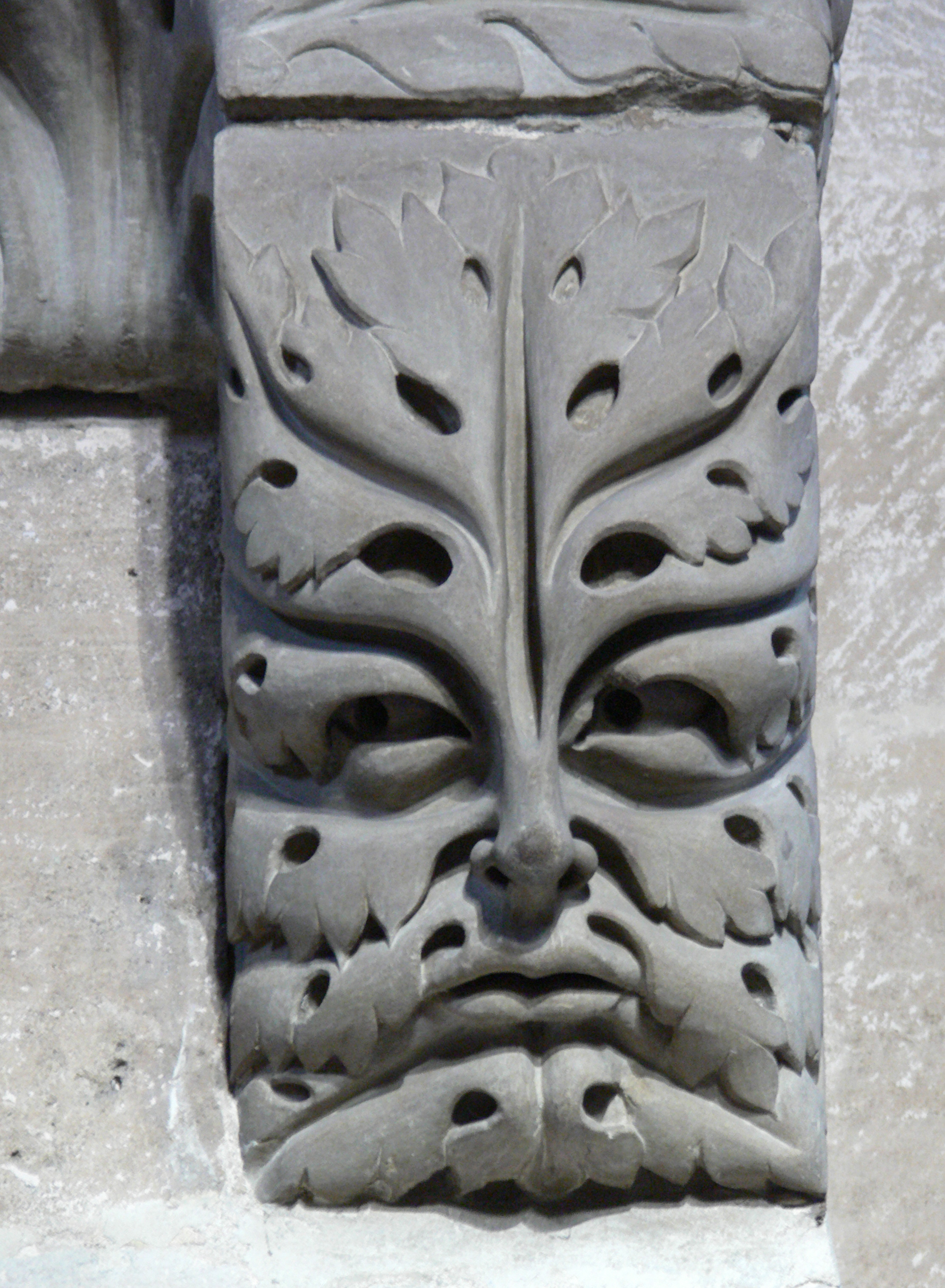
Лиственная маска консоли скульптуры  Бамбергского всадника. Первая половина XIII в
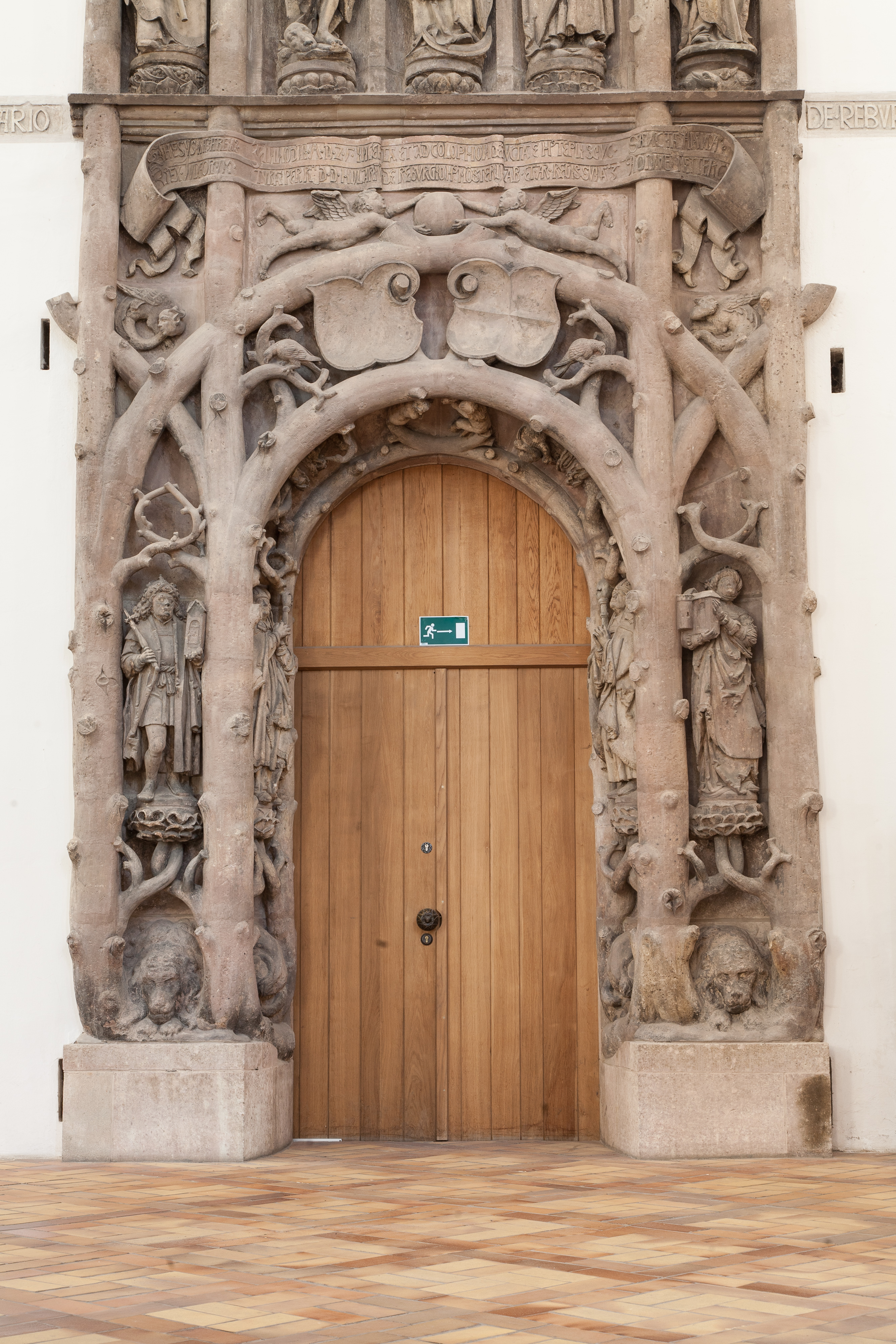
«Лиственный портал». Замок в Хемнице. 1525
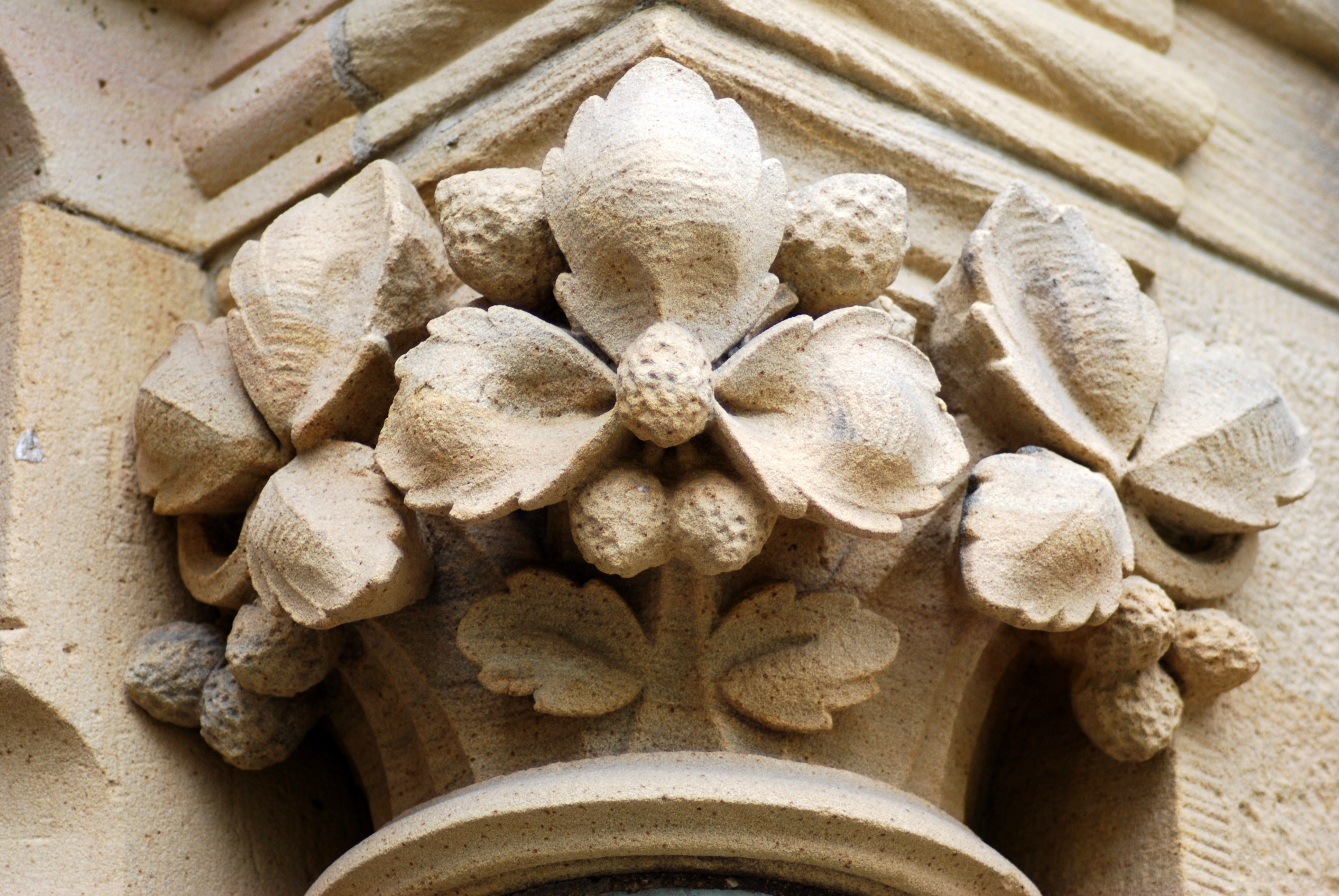
Лиственная капитель. Рингкирхе. 1892—1894. Висбаден